# ال یونکه (کوبا)
ال یونکه (به اسپانیایی: Yunque de Baracoa) یک کوه در کوبا است که در استان گوانتانامو واقع شده‌است. ال یونکه ۵۷۵ متر بالاتر از سطح دریا واقع شده‌است.